# التا ایتالیا
التا ایتالیا (به اسپانیایی: Alta Italia) یک منطقهٔ مسکونی در آرژانتین است که در ایالت لا پامپا واقع شده‌است.

## خصوصیات
التا ایتالیا ۱٬۳۰۰ نفر جمعیت دارد و ۱۳۸ متر بالاتر از سطح دریا واقع شده‌است.